# برناردا پرا
برناردا پرا (انگلیسی: Bernarda Pera؛ زادهٔ ۳ دسامبر ۱۹۹۴) تنیس‌باز حرفه‌ای اهل کرواسی است که در ۱۹۹۳ متولد شد. او در رقابت‌های بین‌المللی تنیس زنان (WTA) و همچنین در تورهای ITF به رقابت پرداخته است. برناردا پرا به‌ویژه در مسابقات انفرادی عملکرد خوبی از خود نشان داده و به جمع بهترین‌های رده‌بندی جهانی تنیس زنان وارد شده است. او به دلیل استقامت و بازی منظم، در دنیای تنیس شناخته شده است.

## زندگی
پرا در یک خانواده کروات-ایتالیایی دالماسی به دنیا آمد. علاوه بر زبان انگلیسی، او به زبان کرواتی نیز صحبت می‌کند. زمانی که ۱۶ ساله بود، پدرش که تابعیت ایالات متحده را داشت، خانواده‌شان را برای پیشرفت در حرفه تنیس او به ایالات متحده منتقل کرد. آنها در نیوجرسی مستقر شدند، جایی که دوستان و بستگانشان قبلاً زندگی می‌کردند. پرا از سال ۲۰۱۸ با بازیکن بسکتبال کروات، کریستیان کرایینا، در ارتباط است.

## حرفه

### ۲۰۱۴: اولین حضور در تور WTA
او اولین حضور خود را در تور دبلیو تی ای در مسابقات اوپن آمریکا ۲۰۱۴ تجربه کرد و با دریافت یک کارت ویژه به مسابقات دو نفره وارد شد و با ترنادو آلیشیا بلک هم‌تیمی شد.

### ۲۰۱۸: اولین حضور در مسابقات گرند اسلم و سومین دور، ورود به جمع ۱۰۰ نفر برتر
او اولین حضور خود در تک‌نفره گرند اسلم را در اوپن استرالیا تجربه کرد، جایی که به عنوان یک لاکی لوزِر وارد مسابقات شد، پس از آنکه مارگاریتا گاسپاریان از حضور در مسابقات انصراف داد. او در دور اول آنا بلینکوا را شکست داد. در دور دوم، پرا از سد جوهانا کونتا، نفر نهم بذر، گذشت. در دور سوم، او توسط باربورا زالاووا-استریسووا شکست خورد.

### ۲۰۲۰: اولین حضور در جمع ۶۰ نفر برتر در تک‌نفره
پرا فصل ۲۰۲۰ خود را از بریزبن اینترنشنال آغاز کرد و در دور اول پیش‌مقدماتی به ماریا کستیوک باخت. در اولین دوره آدلاید اینترنشنال، او پس از گذر از پیش‌مقدماتی در دور اول باربورا استریکووا را شکست داد و در دور دوم از آرینا سابالنکا، نفر ششم بذر، شکست خورد. در اوپن استرالیا، او در دور اول به النا ریباکینا، نفر ۲۹ بذر، باخت.
پرا در مسابقات دوحه از پیش‌مقدماتی عبور کرد و در دور دوم توسط کارولینا پلیشکووا، نفر سوم بذر و قهرمان ۲۰۱۷، شکست خورد. پرا در مسابقات چلنجر ایندین ولز که سومین بذر بود، در دور سوم به میساکی دوی، نفر ۱۳ بذر، باخت. پس از آن، تور WTA از مارس تا ژوئیه به دلیل دنیاگیری کووید-۱۹ تعطیل شد.
در ماه مارس، پرا در مسابقات دبی شرکت کرد، جایی که در دور اول مقابل آناستازیا سواستووا شکست خورد. در میامی، او در دور اول مقابل سارا سوریبس تورمو شکست خورد.
با آغاز فصل مسابقات زمین خاکی در چارلستون اوپن، پرا در دور اول برابر الیزه کورنه شکست خورد. در استانبول، او در دور اول برابر ورونیکا کودرمتووا، بخت سوم قهرمانی، قرار گرفت و پس از یک رقابت سه سته شکست خورد. او پس از صعود از مرحله مقدماتی در اوپن مادرید، در دور دوم مقابل بلیندا بنچیچ، بخت هشتم قهرمانی، شکست خورد. در رم، او به دور دوم رسید اما برابر گاربینیه موگوروسا، بخت دوازدهم قهرمانی، شکست خورد.
در امیلیا-رومانیا اوپن، پرا در دور اول برابر سارا سوریبس تورمو، بخت هفتم قهرمانی، شکست خورد. در اوپن فرانسه، او در دور اول مقابل اشلی بارتی، بخت نخست قهرمانی و قهرمان ۲۰۱۹، قرار گرفت و پس از سه ست شکست خورد. در مسابقات دونفره، او و مگدا لینت به نیمه‌نهایی رسیدند اما برابر باربورا کریچیکووا و کاترینا سینیاکووا شکست خوردند.
پس از ویمبلدون، پرا در اوپن اروپا هامبورگ شرکت کرد، جایی که به عنوان بخت هفتم در دور دوم برابر یسالین بوناونچر شکست خورد.
در ماه اوت، پرا در اوپن کانادا بازی کرد و در دور اول مرحله مقدماتی برابر هریت دارت شکست خورد. در بخش دونفره همین مسابقات، او به همراه مگدا لینت به نخستین نیمه‌نهایی خود در سطح WTA 1000 رسید.
در اوپن سینسیناتی، او در دور دوم برابر جیل تایخمان، فینالیست این رقابت‌ها، شکست خورد. او همچنین در اوپن آمریکا حضور داشت اما در دور اول برابر تامارا زیدانسک شکست خورد.

### ۲۰۲۳: دور چهارم تنیس آزاد فرانسه، رتبه ۳۰ برتر در تک‌نفره
در تنیس آزاد استرالیا ۲۰۲۳، او برای دومین بار به دور سوم رسید و با پیروزی‌های مقابل Moyuka Uchijima و بذر ۲۹ ژنگ چین‌ون به این مرحله رسید. او در برابر بذر هفتم کوکو گاف شکست خورد.
در تنیس آزاد فرانسه ۲۰۲۳، او برای اولین بار به دور چهارم یک گرند اسلم رسید و با پیروزی مقابل آنت کونتاویت، بذر ۲۲ دونا وکیچ و الیزابتتا کوچیارتو به این مرحله رسید، اما در نهایت در برابر بذر هفتم انس جابر شکست خورد. در نتیجه، برای اولین بار در کارنامه‌اش، توانست در رده‌بندی جهانی به رتبه ۳۰ برتر برسد.

### ۲۰۲۴: دور سوم ویمبلدون
پرا در مسابقات ونتو ۲۰۲۴ به مقام نایب قهرمانی دست یافت و در فینال مقابل آلیسیا پارکز شکست خورد. او برای اولین بار به دور سوم ویمبلدون رسید و با پیروزی‌های مقابل آناستازیا پوتاپووا و بذر ۲۳ کارولین گارسیا به این مرحله رسید، اما در نهایت در برابر بذر ۱۳ یلنا اوستاپنکو شکست خورد.